# Морозов, Михаил Леонидович
Михаил Леонидович Морозов (род. 17 июня 1962, Ленинград) — советский и российский актёр театра и кино, Заслуженный артист Российской Федерации (1997).

## Биография
Родился 17 июня 1962 года в Ленинграде.
В 1983 году окончил Ленинградский государственный институт театра, музыки и кинематографии (курс А. И. Кацмана).
С 1983 по 1987 год и с февраля 1990 года — в труппе Санкт-Петербургского государственного академического Большого драматического театра имени Г. А. Товстоногова.
Преподаватель сценической речи в вузах Санкт-Петербурга. Сотрудничает с радиостанциями Санкт-Петербурга в качестве диктора. Несколько лет вёл собственную авторскую программу на радио «Классика», автор и ведущий программы «Морозоустойчивость» на телеканале «100ТВ» и «Радио Балтика».

## Творчество

### Роли в театре

#### Театральный институт на Моховой
- 1983 — «Ах, эти звёзды!» ― Муслим Магомаев, Эдуард Хиль

### БДТ им. Г. А. Товстоногова
- «Перечитывая заново» — матрос
- «Пиквикский клуб» Ч. Диккенс — извозчик, Боб Сойер
- «Смерть Тарелкина» А. В. Сухово-Кобылин — чиновник
- «Оптимистическая трагедия» В. В. Вишневский — матрос
- «Модели сезона» Г. С. Рябкин — официант
- «Рядовые» А. А. Дударев — одуванчик
- «Барменша из дискотеки» Ю. А. Андреев — посетитель бара
- «Коварство и любовь» Ф. Шиллер — Фердинанд
- «Ревизор» Н. В. Гоголь — дворник
- «Дворянское гнездо» И. С. Тургенев — Паншин
- «Удалой молодец — гордость Запада» Д. Синг — Отец Рейли
- «Вишнёвый сад» А. П. Чехов — Яша
- «Семейный портрет с посторонним» С. Л. Лобозёров — Виктор
- «Последние» М. Горький — Пётр
- «Мещанин во дворянстве» Ж.-Б. Мольер — Клеонт
- «На всякого мудреца довольно простоты» А. Н. Островский — Курчаев
- «Макбет» У. Шекспир — Малькольм
- «Энергичные люди» В. М. Шукшин — ОБХСС
- «Фома» Ф. М. Достоевский — Сергей
- «Прихоти Марианны» А. де Мюссе — Оттавио
- «Аркадия» Т. Стоппард — капитан Брайс
- «Перед заходом солнца» Г. Гауптман — Кламрот
- «Борис Годунов» А. С. Пушкин — Афанасий Пушкин
- «Маскарад» М. Ю. Лермонтов — князь Звездич
- «Эмигранты» С. Мрожек — АА
- «Екатерина Ивановна» Л. Н. Андреев — Коромыслов

- 2001 — «Таланты и поклонники» А. Н. Островский ― Бакин
- 2002 — «Дом, где разбиваются сердца» Дж. Б. Шоу ― Рэндел Этеруорд
- 2005 — «Мария Стюарт» Ф. Шиллер ― Вильям Девисон
- 2007 — «Блажь!» А. Н. Островский и П. М. Невежин — Лизгунов
- 2009 — «Месяц в деревне» И. С. Тургенев — Аркадий Сергеевич Ислаев
- 2010 — «Школа налогоплательщиков» Л. Верней и Ж. Берр — министр финансов

### Фильмография
- 1983 — Ах, эти звёзды… — Эдуард Хиль / Муслим Магомаев
- 1984 — Отряд — Костя Петров
- 1984 — Почти ровесники — Вячеслав Андреевич Кузьмин
- 1985 — Криминальный талант — Леденцов
- 1986 — БДТ тридцать лет спустя — ведущий / Муслим Магомаев, поздравление на мотив песни «Ах, эта свадьба»
- 1986 — Пиквикский клуб — Малютка Бардл
- 1986 — Приключения Шерлока Холмса и доктора Ватсона: XX век начинается — Смит
- 1987 — Первая встреча — последняя встреча — Пётр Чухонцев
- 1989 — Смерть Тарелкина — чиновник
- 1991 — Лапа — эпизод
- 1991 — Гений — молодой оперативник Фёдор Култаков
- 1992 — Две дуэли — Лоррен
- 1992 — Плохая примета (короткометражный) — Майкл, второй пилот
- 1998 — Улицы разбитых фонарей. Операция «Чистые руки» — капитан Олег Степанов
- 2000 — Воспоминания о Шерлоке Холмсе — Смит
- 2001—2004 — Чёрный ворон — сотрудник пароходства Николай
- 2002 — Спецотдел — «Перчик»
- 2003 — Повторение пройденного — Олег Кадетов
- 2005 — Улицы разбитых фонарей−7 — Владлен Семенович Прокопович
- 2006 — Обратный отсчёт — эпизодическая роль
- 2006 — Маскарад — князь Звездич
- 2007 — Морские дьяволы 2 — полковник Козин
- 2007 — Перед заходом солнца — Кламрот
- 2008 — Мария Стюарт — секретарь Вильям Девисон
- 2010 — Петля — следователь прокуратуры Сергеев
- 2010 — ППС — телеведущий Нестеров
- 2011 — Сплит — вампир Лапидус (Сергей Петрович Лапшин)
- 2011 — Врача вызывали? — врач Игорь Павлович Иванов
- 2011 — Встречное течение — Михаил Илюшин
- 2011 — Литейный (5 сезон) — майор Александр Семенов
- 2012 — Бездна — Степан Кормильцев, актёр
- 2012 — Поклонница — адвокат Собейко
- 2013 — ППС-2 — телеведущий Нестеров
- 2013 — Хвост — адвокат Игорь Зоркий
- 2013 — Дорогая — Куприянов, майор следственного комитета
- 2014 — Розыскник — телевизионный редактор
- 2014 — Ленинград 46 — Михаил Кирсанов, администратор
- 2015 — Высокие ставки — Сергей Степанович, главный редактор
- 2015 — Чума — Боря, управляющий казино
- 2017 — Пять минут тишины — полковник
- 2018 — Котов обижать не рекомендуется — Виктор Стрельников, брат Анны, режиссёр
- 2019 — Спасти Ленинград — Витя
- 2020 — Адмиралы района — Владимир Иванович Лазарев, сенатор

## Работы над озвучиванием
- 2000 — Миссия на Марс — Джим МакКонелл
- 1999 — Астерикс и Обеликс против Цезаря — Гай Юлий Цезарь
- 1994 — Человек-паук — 3-5 сезон часть мужских ролей закадровое озвучивание (Ren-TV)
- 1992 — Исповедь невидимки — Морисси
- 1990 — 1998 — Мир Бобби — Тэд
- 1988 — Куда, товарищи, куда идете? — Пестова́
- 1984 — Филадельфийский эксперимент — Дэвид Хэрдег
- 1982 — 1986 — Рыцарь дорог — рассказчик

## Награды
- Заслуженный артист Российской Федерации (16 апреля 1997 года) — за заслуги в области искусства[2]
- Медаль Пушкина (5 февраля 2009 года) — за большой вклад в развитие отечественного театрального искусства и многолетнюю плодотворную деятельность[3]